# ادابت
أدابت (والتي كانت تُعرف سابقًا باسم الأمريكيون المعوقون من أجل برامج المساعدين اليوم) هي منظمة قاعدية لحقوق ذوي الإعاقة في الولايات المتحدة، ولها فروع في 30 ولاية وفي واشنطن العاصمة.
تأسست جماعة أتلانتس في مدينة دنفر، كولورادو، عام 1975، عندما قام القس ويد بلانك، وهو مدير ترفيهي سابق في دار رعاية وغير معاق، بمساعدة عدد من المقيمين في دار رعاية من ذوي الإعاقات الشديدة على الانتقال منها وتأسيس مجتمعهم الخاص.
في عام 1978، نُظمت احتجاجات في دنفر من قبل أعضاء جماعة أتلانتس، بمشاركة بلانك، ضد عدم إمكانية الوصول إلى الحافلات العامة بواسطة الكراسي المتحركة في المدينة. تضمنت هذه الاحتجاجات أول مظاهرة وطنية تطالب بحافلات عامة يمكن الوصول إليها بواسطة الكراسي المتحركة، وذلك في يومي 5 و6 من تموز. وخلال تلك الاحتجاجات، قام تسعة عشر عضوًا من جماعة أتلانتس (أُطلق عليهم اسم "عصابة التسعة عشر") بترديد شعار "سنركب" وقاموا بإغلاق الحافلات بكراسيهم المتحركة، وبقوا في الشوارع طوال الليل.
وفي عام 1983، أسّست "عصابة التسعة عشر" منظمة أدابت بعد عدة سنوات من احتجاجات محلية مشابهة تتعلق بالحافلات. في البداية، كان اسم "أدابت" اختصارًا لعبارة الأمريكيون المعوقون من أجل وسائل النقل العام المتاحة، إذ كان الهدف الرئيسي للمجموعة في تلك المرحلة هو توفير مصاعد مناسبة للكراسي المتحركة على متن الحافلات.
طوال ثمانينيات القرن العشرين، توسعت حملة المصاعد في الحافلات من دنفر إلى مدن أخرى في جميع أنحاء الولايات المتحدة. أصبح أعضاء أدابت معروفين بأسلوبهم في إيقاف الحافلات عن الحركة للفت الانتباه إلى ضرورة وجود مصاعد. كان مستخدمو الكراسي المتحركة يوقفون الحافلة من الأمام والخلف، بينما ينهض آخرون من كراسيهم ويزحفون على درجات الحافلة غير المجهزة، لتجسيد حجم المشكلة. لم تقتصر الاستهدافات على الحافلات المحلية فحسب، بل شملت أيضًا خدمات الحافلات بين الولايات مثل غريهاوند.
وبحلول نهاية العقد، وبعد احتجاجات ودعاوى قضائية، نجحت أدابت في جعل وجود المصاعد في الحافلات شرطًا قانونيًا ضمن قانون الأمريكيين ذوي الإعاقة في عام 1990. وفي ذلك الوقت، بدأت المجموعة بالبحث عن الخطوة المنطقية التالية في مجال الدفاع عن حقوق ذوي الإعاقة، مع الاستمرار في متابعة تنفيذ أحكام قانونالخاصة بالنقل. في نفس العام، غيّرت المجموعة اسمها إلى "الأمريكيون المعوقون من أجل برامج المساعدين اليوم".
في عام 1992، تم إحياء ذكرى احتجاج يومي 5 و6 من تموز 1978 بلوحة تذكارية عند تقاطع شارع كولفاكس مع شارع برودواي (وهو المكان الذي أُقيم فيه الاحتجاج). وقد استُبدلت هذه اللوحة في عام 2005 إحياءً للذكرى الخامسة عشرة لقانون الأمريكيين ذوي الإعاقة. تنص اللوحة على أن موقف الحافلات قد تم تخصيصه من قبل منطقة النقل الإقليمي تكريمًا لذكرى القس ويد بلانك، وإحياءً للذكرى الخامسة عشرة لقانون الأمريكيين ذوي الإعاقة.
في أيّار 2017، نظّمت أدابت احتجاجًا في واشنطن العاصمة ضد التعديلات المقترحة على برنامج ميديكيد، والتي كانت جزءًا من مقترح الميزانية الذي قدّمه النائب بول راين، والذي كان سيؤدي إلى تقليص تمويل ميديكيد ومنح الولايات المزيد من السيطرة على البرنامج. تم اعتقال حوالي 100 من المتظاهرين من ذوي الإعاقة في واشنطن العاصمة، كما نُظمت احتجاجات مماثلة قادتها فروع أدابت المحلية في أنحاء البلاد. وأثناء هذه الاحتجاجات، استخدمت أدابت حساباتها على تويتر وفيسبوك لمشاركة الصور والروابط الإعلامية لتغطية الحدث، بما في ذلك صور المتظاهرين أثناء اعتقالهم، من أجل حشد الدعم من المجتمع الأوسع.

## الوجود على الإنترنت

لقد تم استخدام علم حقوق ذوي الإعاقة في الولايات المتحدة من قبل منظمة ADAPT في حملتها الدعائية، ويُعرف أحيانًا باسم علم ADAPT

يوفّر الموقع الإلكتروني لمنظمة أدابت معلومات حول القضايا التي تتبناها والإجراءات التي تقوم بها. كما يحتوي الموقع على أرشيف للصور والتقارير الخاصة بالتحركات الوطنية السابقة. أغلب الصور المنشورة التُقطت بعدسة المصوّر توم أولين، الذي وثّق أحداث أدابت فوتوغرافيًا لأكثر من عقدين من الزمن.
ويُعدّ الشعار البصري الأكثر شهرة لأدابت، والمُعرَض على موقعهم الإلكتروني، هو رمز الكرسي المتحرك الدولي، لكن مع تصوير الشخص وهو يرفع ذراعيه ليكسر السلاسل التي تقيده.
كما تمتلك أدابت حسابًا على يوتيوب يحتوي على مقاطع فيديو قصيرة يُحمّلها مباشرة ناشطو أدابت، توثّق دعمهم للمنظمة. وتتمتع أدابت أيضًا بحضور على وسائل التواصل الاجتماعي من خلال حساباتها على تويتر وفيسبوك، حيث يتابعها أكثر من 1600 شخص على كل منهما، مما يساعدها على التواصل مع المتابعين والناشطين الآخرين، وزيادة ظهورها في المجال العام.

## روابط خارجية
- "Pelosi delivers speech over screams of health-care activists", video by The Washington Post